# Jackson Parish
Jackson Parish (franska: Paroisse de Jackson) är ett administrativt område, parish, i delstaten Louisiana, USA. År 2010 hade området 16 274 invånare. Den administrativa huvudorten är Jonesboro.

## Geografi
Enligt United States Census Bureau har countyt en total area på 1 503 km². 1 476 av den arean är land och 27 km² är vatten.  

### Angränsande församlingar
- Lincoln Parish - norr
- Ouachita Parish - nordost
- Caldwell Parish - i sydost
- Winn Parish - söder
- Bienville Parish - väst